# Вунаса
Вунаса, още Бунаса или Бунасия (на гръцки: Βουνάσα, Βουνάσσα, Μπουνάσα, Μπουνάσια), е ниска планина в Кожанско, Гърция. Част е от планината Камбуница (Камвуния).

## Описание
Вунаса е планински комплекс в югоизточната част на Гревенско, северно от градчето Дескати и на границата с Кожанско. Тя е част от планинския комплекс Камбуница. На север е отделена от
малката планинска верига Аеторахи с река Бистрица (Алиакмонас, на надморска височина 360 m), докато на юг тя е разделена от малката планината Третимо с малкия поток Потамия. На запад граничи с река Сюца (десен приток на Бистрица) и с нейния десен приток Каравида (360 m - 500 m). На изток е отделен от планинската верига Сулиотис с малък проход (800 m), откъдето извират срещуположно течащите реки Аркудолакос и Потамия.
Скалите на планината са гнайс, шисти и доломитови варовици.
Източно североизточно от връх Капсалес (на височина 1420 m), на 9 km (или по пътеката приблизително 2,30 часа) от Дескати, е хижата на Дескатското природолюбителско планинско дружество с 65 спални места. От хижата до върха са около 30 минути. Изкачването до върха може да стане от град Дескати (880 m) за около 3 часа, или от Бунаския манастир „Благовещение Богородично“ за около 3,30 часа.
| Име                    | Име                      | Височина        | Местоположение                            |
| ---------------------- | ------------------------ | --------------- | ----------------------------------------- |
| Вунаса, Симеа, Прионос | Βουνάσα, Πρίονος, Σημαία | 1161 m          | СЗ над Дескати и СИ над Бунаския манастир |
| Вуни                   | Βουνί                    | 1147 m          | СИ от Дескати                             |
| Капсалес               | Καψάλες                  | 1580 m          | И над Бунаския манастир                   |
| Коромилия              | Κορομηλιά                | 1336 m          | С от Дескати                              |
| Кутра                  | Κούτρα                   | 1074 m          | Ю от Бунаския манастир                    |
| Крифокалива            | Κρυφοκάλυβα              | 1524 m          | И над Бунаския манастир                   |
| Мавролитаро            | Μαυρολίθαρο              | 1360 m          | СИ от Дескати                             |
| Профитис Илияс         | Προφήτης Ηλίας           | 1051 m          |                                           |
| Пиргос                 | Πύργος                   | 1200 m          | СИ от Дескати                             |
| Тумба                  | Τούμπα                   | 1100 m          |                                           |
| Трани Рахи             | Τρανή Ράχη               | 1200 m - 1100 m |                                           |
| Фламбуро               | Φλάμπουρο                | 1117 m          |                                           |
| Вотанас                | Βοτανάς                  | 951 m           | И от Дескати                              |
| Врахос                 | Βράχος                   | 829 m           |                                           |
| Линка                  | Λίγκα                    | 860 m           |                                           |
| Магула                 | Μαγούλα                  | 796 m           | Ю от Параскеви                            |
| Мартатикес Рахес       | Μαρθάθικες Ράχες         | 984 m - 922 m   |                                           |
| Стривадия              | Στριβάδια                | 920 m           |                                           |
| Цара                   | Τσάρα                    | 900 m           |                                           |